# ويليام ر. إيتون
ويليام ر. إيتون (بالإنجليزية: William R. Eaton)‏ هو محامي وسياسي أمريكي، ولد في 17 ديسمبر 1877 في بوغواش في كندا، وتوفي في 16 ديسمبر 1942 في دنفر في الولايات المتحدة. حزبياً، نشط في الحزب الجمهوري. وقد انتخب عضو مجلس النواب الأمريكي.